# 5064 Tanchozuru
5064 Tanchozuru (1990 FS) là một tiểu hành tinh vành đai chính được phát hiện ngày 16 tháng 3 năm 1990 bởi Masanori Matsuyama và Watanabe ở Kushiro. It là một mid-class asteroid.